# Gueto de Varsòvia

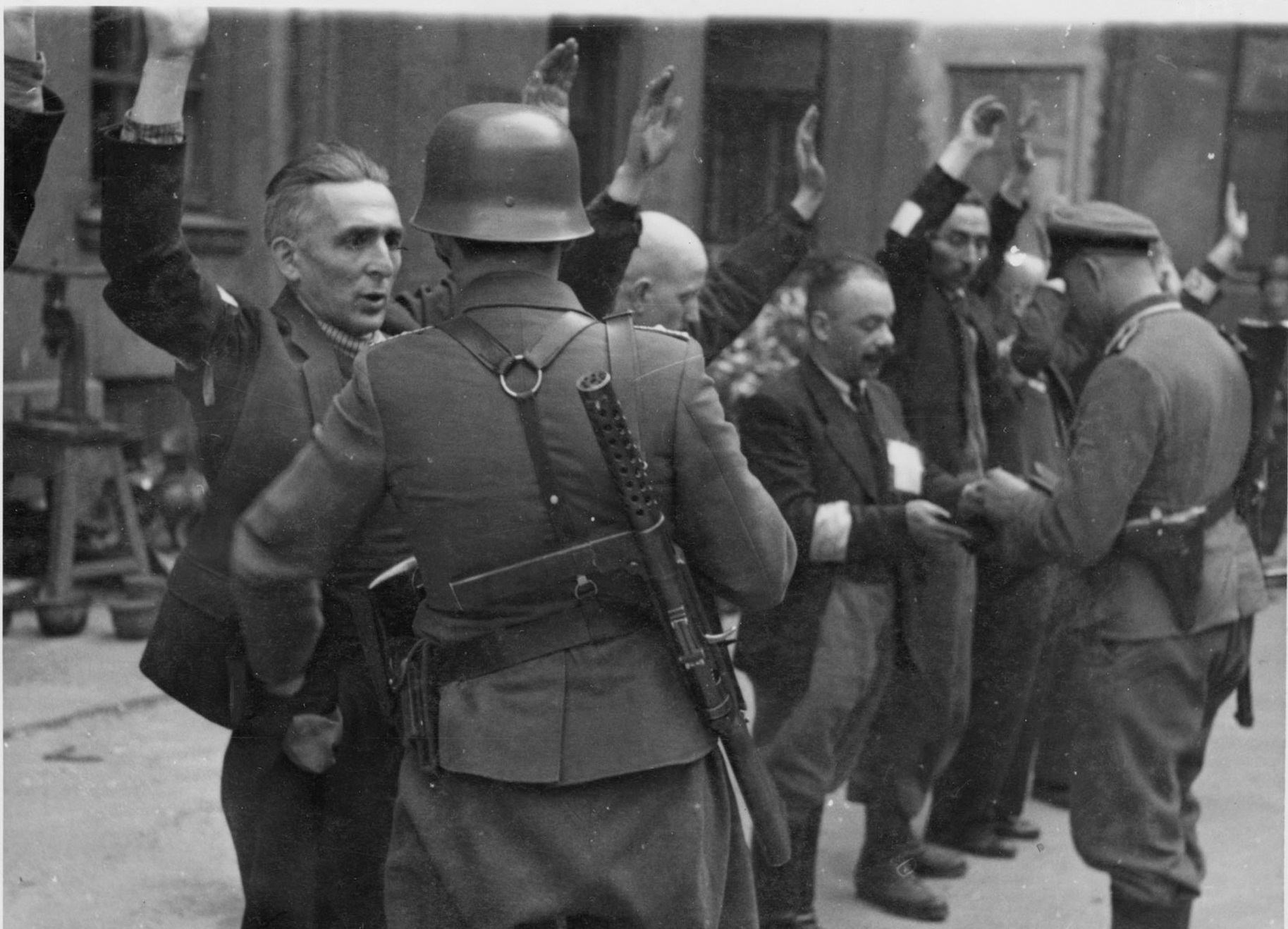
Soldats alemanys arrestant jueus durant l'aixecament del Gueto de Varsòvia (maig de 1943).

El Gueto de Varsòvia (polonès: Getto warszawskie, alemany: Warschauer Ghetto) va ser el gueto jueu més gran establert per l'Alemanya Nazi a Varsòvia, capital de Polònia, durant l'Holocaust, en plena Segona Guerra Mundial. Durant els tres anys de la seva existència la fam, les malalties i les deportacions a camps de concentració i d'extermini van reduir la seva població d'un total estimat de 400.000 a 50.000 habitants. En aquest gueto es va desenvolupar l'aixecament del Gueto de Varsòvia, una de les primeres revoltes massives contra l'ocupació nazi a Europa.

## Formació del gueto

Fronteres del Ghetto de Varsòvia (al mapa interactiu)

Els primers plans per a aïllar la població jueva de Varsòvia havien sorgit immediatament després de l'ocupació alemanya de Polònia, l'any 1939. No obstant això, l'administració alemanya del Govern General no estava completament organitzada en aquell moment i existien conflictes d'interessos entre els tres principals actors: l'administració civil, l'exèrcit i les SS.
En aquestes circumstàncies, el Consell Jueu -o Judenrat- liderat per Adam Czerniaków, va aconseguir endarrerir l'establiment del gueto per un any, sobretot apel·lant als militars a considerar als jueus com un recurs laboral important.
El gueto va ser finalment establert a Polònia pel governador General alemany, Hans Frank, el 16 d'octubre de 1940. En aquell moment la població del gueto rondava les 380.000 persones, prop del 30% del total d'habitants de Varsòvia. En canvi, la seva grandària ocupava tot just el 2,4% del territori. Durant l'any i mig següent, els jueus de la ciutat i de poblacions veïnes més petites van ser traslladats forçosament dins del gueto. Les malalties i la fam regnants van contribuir, no obstant això, a mantenir el nombre d'habitants estable. Cal considerar que les racions d'aliments per als jueus eren oficialment limitades a unes 184 calories per dia, mentre que als polonesos els en corresponien 1.800 i als alemanys 2.400.
Els nazis tancaren l'accés del gueto de Varsòvia a l'exterior el 16 de novembre de 1940, voltant-lo primer amb filferros de pua i després construint un mur de tres metres d'altura i 18 quilòmetres de llarg.

## Vida social i cultural del gueto

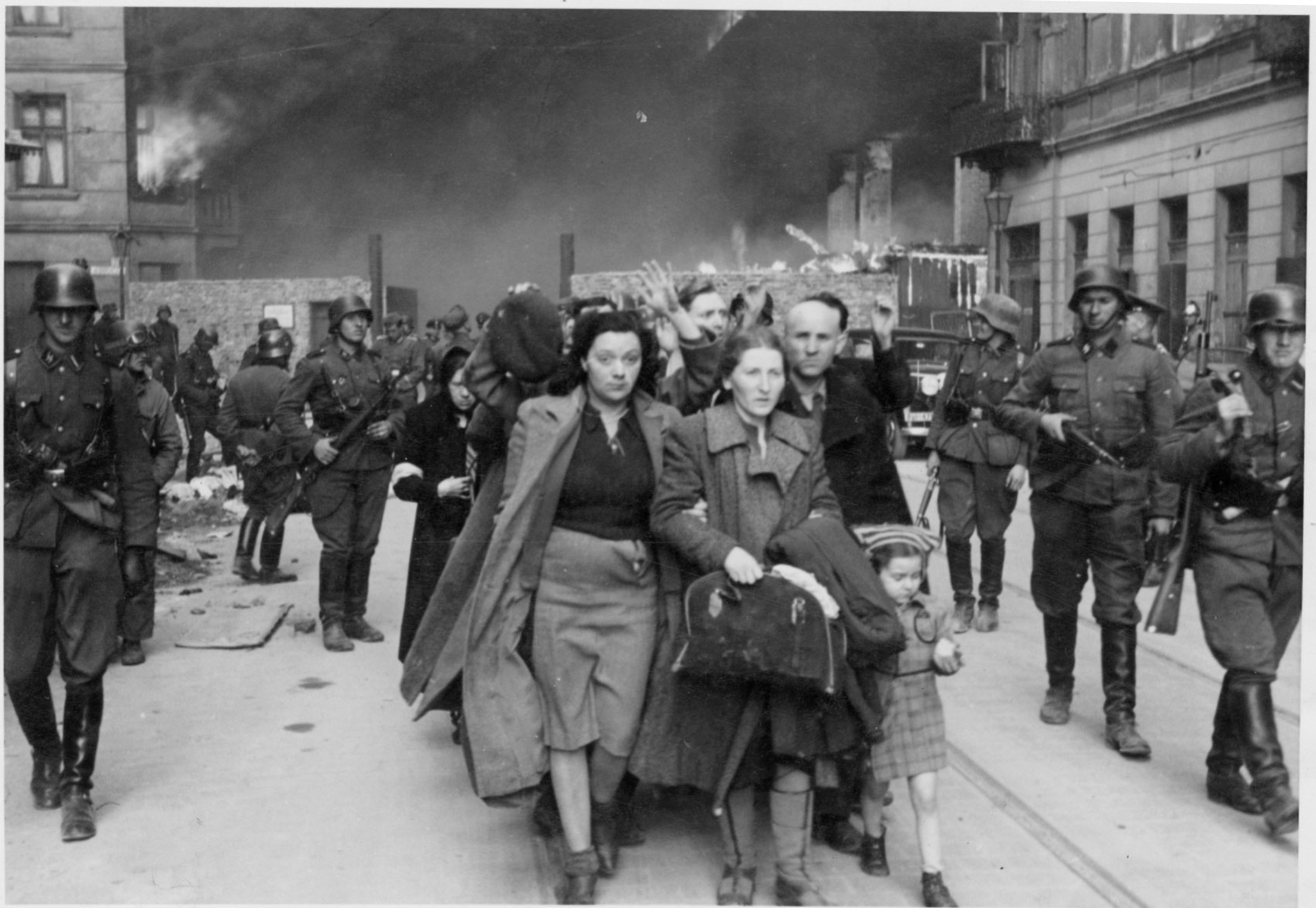
Els jueus capturats per soldats alemanys eren duts per a la deportació (abril de 1943.)

D'una banda, per al funcionament i l'ordre del gueto i, d'altra banda,sosteniment i l'ajuda mútua de les persones que hi vivien van existir organitzacions i institucions funcionant al gueto.
El Judenrat i moviments juvenils van intentar pal·liar les condicions de vida inhumanes. Els problemes més grans eren la sobrepoblació dels habitatges, la fam, la inactivitat i les dolentes condicions de treball. En resposta a això, el Judenrat va prendre la responsabilitat de fixar el terme mitjà d'allotjament en set persones per dormitori. Altres organitzacions com CENTOS (finançada pel comitè Conjunt Jueu-Nord-americà de Distribució, American-Jewish Joint Distribution Committee) van organitzar cantines on es donaven plats de sopa gratuïtament i altres solucions per a la redistribució dels béns i els aliments disponibles als desposseïts. Durant l'any 1941, les cantines de sopa van arribar a alimentar a dos terços de la població del gueto.
En un curt període el Judenrat va tenir també permís per a organitzar quatre escoles primàries (de primer a tercer curs) per als nens del gueto. Al costat d'això, existia un extens sistema clandestí organitzat per les organitzacions juvenils que cobria tots els cursos. Sovint, aquest últim sistema s'encobria com a cantines de sopa.
A més, El Judenrat era responsable dels hospitals i orfenats que funcionaven en el gueto. Un dels orfenats, dirigit pel pediatre Janusz Korczak, s'anomenà "República dels Nens". Aquests centres de salut van ser clausurats el 1942 i els seus responsables van ser deportats al camp d'extermini de Treblinka.
La vida cultural incloïa una premsa diària (a vegades clandestina) en tres llengües: Jiddisch, polonès i hebreu. L'activitat religiosa va incloure per un temps celebracions jueves permeses obertes, mentre que en altres ocasions es van realitzar reunions en domicilis particulars amb els rabins. A més, existia una església per als jueus convertits al catolicisme.
Així mateix, es van arribar a fer concerts de música clàssica en el gueto. Marcel Reich-Ranicki explicà en les seves memòries que no hagué dificultat a trobar excel·lents violinistes i músics d'instruments de corda en general; més difícil, segons ell, era la recerca de músics d'instruments de vent. En general, aquests no tenien experiència en orquestres simfòniques, ja que eren músics de jazz i de petits grups. No obstant això, es van esforçar per a aquest fi i es van assolir bons resultats. També hi va haver obres de teatre i exposicions d'art. En molts casos els artistes eren figures prominents de la vida cultural polonesa del moment.
Un dels més notables esforços de preservació cultural va ser liderat per l'historiador Emanuel Ringelblum i el seu grup Oyneg Shabbos, que va recol·lectar documents de persones de totes les edats i posicions per a crear una història social de la vida en el gueto. En total, s'estima que van obtenir prop de 50.000 documents històrics, incloent-hi assajos sobre diversos aspectes de la vida en el gueto, diaris, memòries, col·leccions d'art, publicacions de la premsa il·legal, dissenys, treball escolar, pòsters, entrades de teatre, receptes, etc. Aquests documents van ser amagats dels alemanys en tres llocs separats, i dos d'ells han estat recuperats, essent la font primària d'investigació sobre el gueto de Varsòvia. Actualment, hom pensa que el tercer rotllo de documents podria estar enterrat sota l'edifici actual de l'ambaixada de la República Popular de la Xina.

## Últims temps del gueto

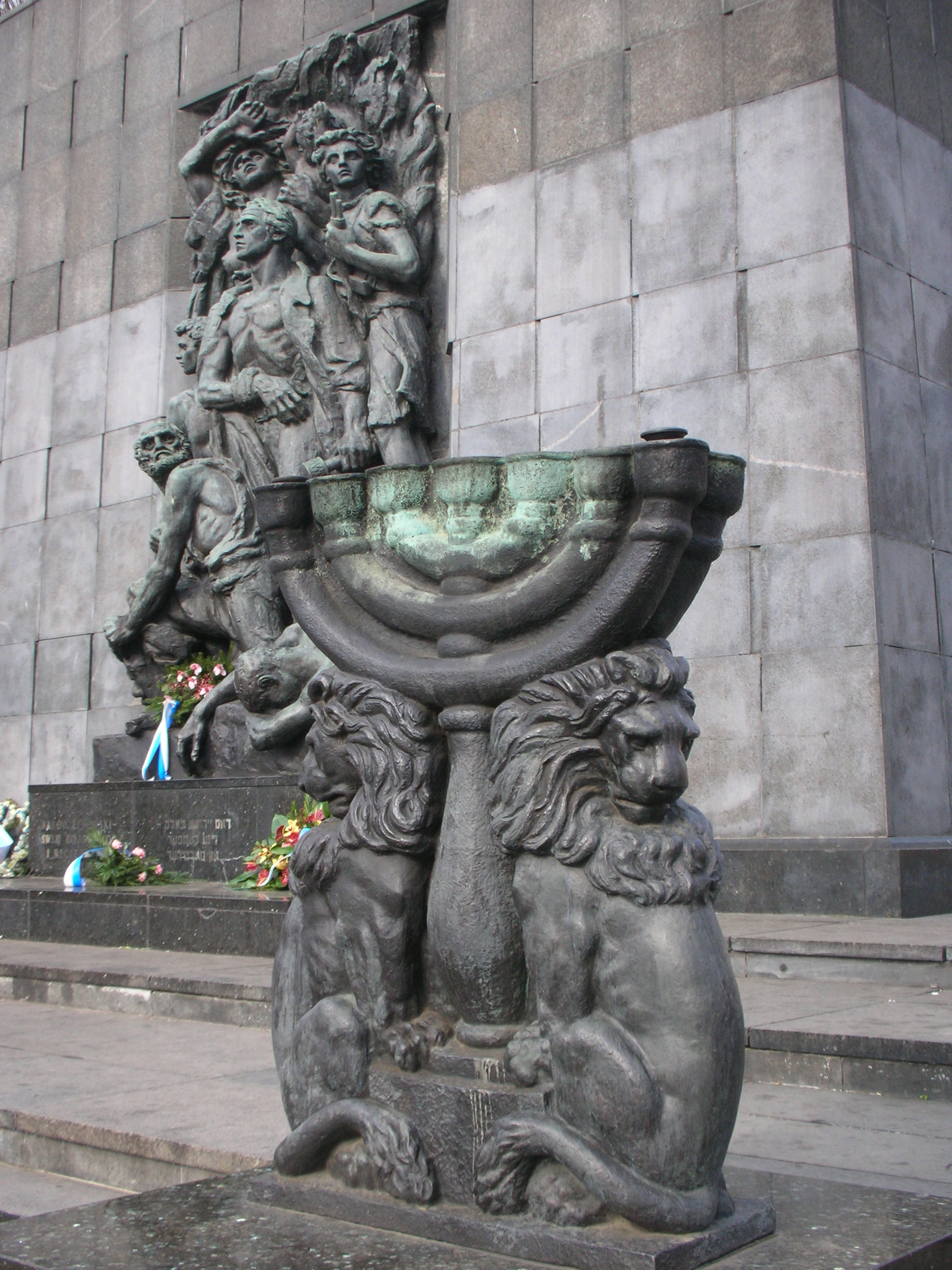
Memorial dels Herois del Gueto.

El 20 de gener de 1942, els líders nacionalsocialistes van decidir en la Conferència de Wannsee d'exterminar els jueus d'Europa. La primera fase del que van anomenar la Solució final va ser l'Operació Reinhard per a l'extermini dels jueus a Polònia. Per a això es va començar la construcció del camp d'extermini de Treblinka al maig de 1942, una obra que va acabar al juliol, coincidint amb l'inici de la liquidació del gueto de Varsòvia.
El 22 de juliol va començar la Großi Umsiedlungsaktion ("Gran acció de reallotjament"). El Judenrat va ser informat llavors que tots els jueus, exceptuant els que treballaven a les fàbriques alemanyes, el personal d'hospitals jueu, els membres del Judenrat i les seves famílies, i els membres de la força policial jueva i les seves famílies serien "deportats a l'Est".
La policia jueva havia de conduir diàriament a 6.000 jueus a l'instant de trobada Umschlagplatz al costat de les vies fèrries de la Transfertelle. En cas d'incompliment els alemanys afusellarien centenars d'ostatges, entre ells l'esposa d'Adam Czerniaków. Després d'intentar, fallidament, convèncer els nazis de desistir dels seus plans, el líder del Consell Jueu se suïcidà, deixant una nota que resava "No puc suportar més tot això. El meu acte mostrarà a tots que és el correcte a fer". Els suïcidis es tornarien un succés comú davant les penoses condicions de vida. El mateix dia del suïcidi de Czerniaków, el 23 de juliol, la resistència clandestina jueva es reuní i decidí no revoltar-se, en creure que els jueus estaven sent enviats a camps de treball forçós i no de mort.
En els cinquanta-dos dies següents (fins al 21 de setembre), 263.002 persones van ser traslladades a Treblinka i, en menor grau, a Majdanek. A finals del mes de juliol, la policia jueva del gueto va ser l'encarregada de portar a terme les deportacions d'un total de 64.606 jueus als camps d'extermini, i a partir de l'agost els alemanys i els seus aliats prendrien un paper més directe en les deportacions, traslladant durant aquell mes un total de 142.223 persones i de 56.173 al setembre.
La fase final de la primera deportació massiva va succeir entre el 6 i l'11 de setembre de 1942. Entre aquestes dates, 35.886 jueus van ser deportats, 2.648 executats en el lloc i 60 es van suïcidar. Després d'aquesta primera etapa, aproximadament 55.000 persones van romandre en el gueto, fos treballant en les indústries alemanyes o vivint amagades.
Durant el següent semestre, la resistència jueva clandestina es va agrupar en dues organitzacions majors. La ŻOB ("Żydowska Organizacja Bojowa", "Organització Jueva de Lluita") fou liderada per Mordechai Anielewicz i tenia entre els seus membres entre 220 i 500 persones; l'altra era la ŻZW ("Żydowski Związek Walki", "Unió Jueva de Lluita") que comptava amb un nombre similar de membres. Els membres d'aquests grups creien que era necessari resistir agressivament l'opressió, i el seu armament consistí majoritàriament en pistoles de mà, explosius casolans i còctels molotov.

## L'aixecament i la destrucció definitiva

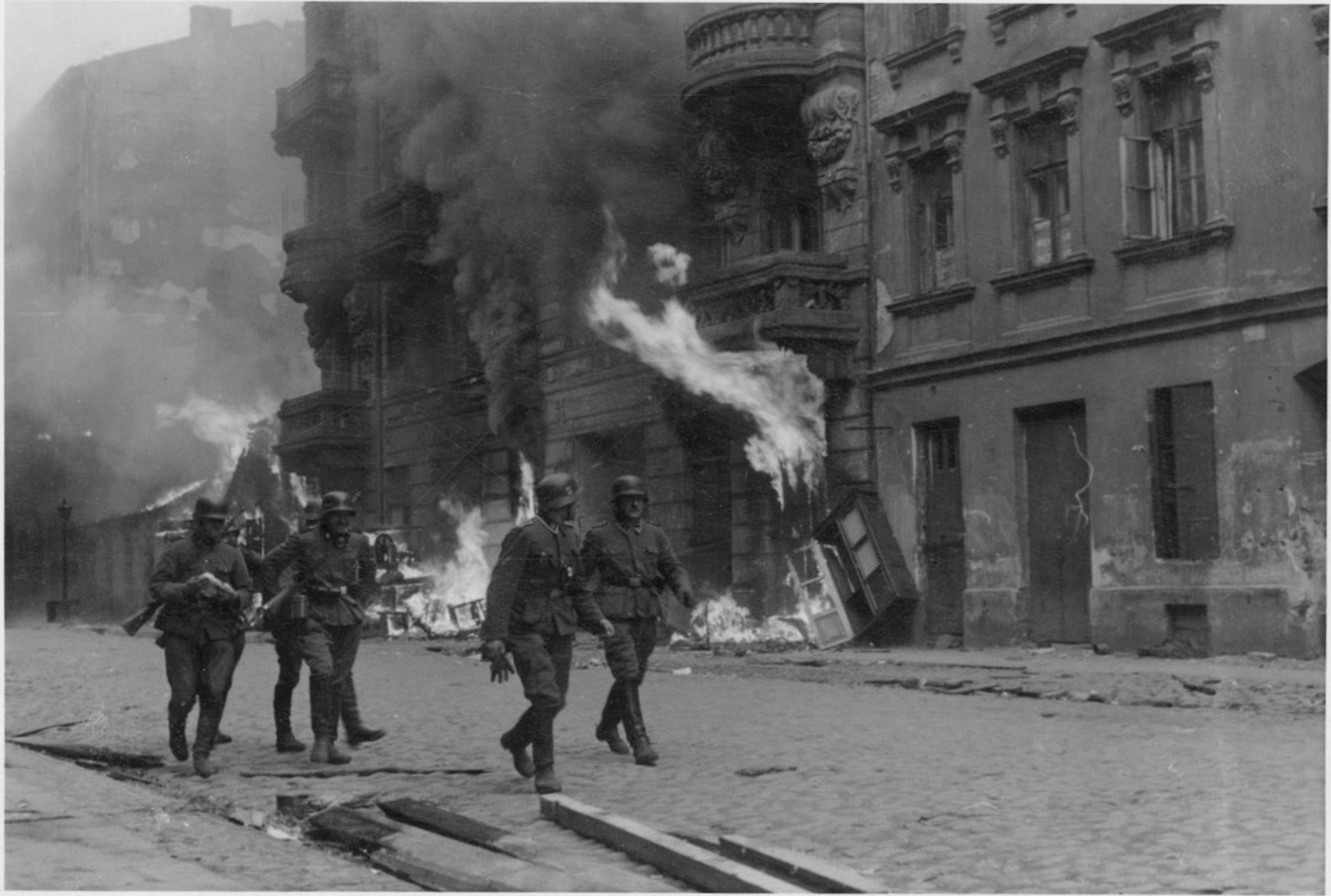
Tropes alemanyes al carrer durant la crema del Gueto (abril de 1943).

El 9 de gener de 1943, el comandant de les SS Heinrich Himmler visità el gueto i ordenà la represa de les deportacions. Nou dies després del començament de la segona expulsió massiva dels jueus va ocórrer la primera instància de resistència armada. Amb les seves accions els jueus insurrectes assoliren cert èxit, l'expulsió s'aturà després de quatre dies i les dues organitzacions principals de lluita passaren a controlar el gueto, construint nombroses barricades i actuant en contra dels jueus col·laboracionistes. Durant els tres mesos següents es van preparar per a la que seria la lluita final.
La batalla final seria el 19 d'abril. Aquest dia, els alemanys encapçalats per Ferdinand von Sammern-Frankenegg van arribar amb 2.054 soldats per a sufocar la rebel·lió, confiats que els jueus -al veure'ls en tal nombre- se sentirien incapaços i desistirien. Mentre els nazis avançaven pel gueto desert, els partisans jueus -amagats a les finestres de les cases i en els sostres dels edificis- esperaven armats amb pistoles, fusells i explosius. Arribat el moment van atacar a les tropes que, en un nivell inferior, estaven exposades des de nombrosos flancs. L'atac jueu va ser summament reeixit i va forçar als nazis a replegar-se sense poder arrestar a civils, ja que aquests estaven degudament amagats en búnquers subterranis construïts per a l'ocasió.
Aquest succés va provocar la ira de Himmler i la substitució de von Sammern-Frankenegg per Jürgen Stroop, el qual tenia experiència en el combat no formal dels partisans. En els dies que van seguir, Stroop, seguint les indicacions de la seva superioritat d'usar tots els mitjans necessaris, va ordenar la crema de tots els edificis del gueto per a obligar els rebels a sortir dels seus amagatalls. L'àrea es va omplir de flames i fum negre, encara que els jueus van resistir anant als búnquers, que aviat es mostrarien ineficients per les dolentes condicions per a la conservació del menjar i l'aigua, a més de l'aire viciat pel fum, provocant l'asfíxia de molts jueus i el suïcidi d'altres.
La resistència major va ser sotmesa el 23 d'abril i l'aixecament en general el 16 de maig. En aquesta última data, els alemanys van fer esclatar la sinagoga Tlomacki (que estava fora del gueto) com a signe de la fi de l'existència del gueto de Varsòvia.
Segons les dades que Stroop aportaria en el seu informe, després de l'aixecament 56.065 jueus van ser capturats durant els dies d'enfrontament i 631 búnquers destruïts. Stroop va estimar que entre 5.000 i 6.000 jueus van morir en combat, 7.000 van ser afusellats i altres 7.000 van ser deportats a Treblinka, on van morir. Els jueus capturats no deportats a Treblinka van ser enviats als camps de treball forçós de Poniatowa, Trawniki i Majdanek.

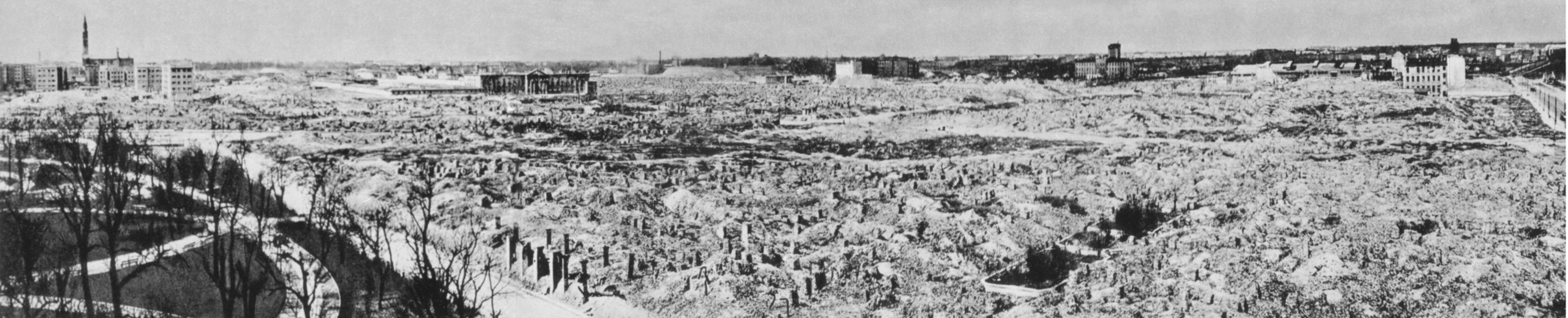
Ruïnes del Gueto de Varsòvia, arrasat per ordres d'Adolf Hitler després de l'aixecament del gueto (1945).

## Presoners del gueto
- Władysław Szpilman, les memòries del qual constitueixen la base de l'argument de la pel·lícula "El pianista" de Roman Polanski.
- Marcel Reich-Ranicki, crític literari.
- Simon Pullman, director de l'orquesta simfònica del gueto.
- Mordechai Anielewicz.
- Adam Czerniaków.
- Marek Edelman.
- Bronisław Geremek.
- Jizchak Katzenelson.
- Janusz Korczak.
- Emanuel Ringelblum.
- Yitzhak Katzenelson, poeta i dramaturg.

### Persones associades
- Władysław Bartoszewski - activista de la resistència polonesa de l'organització Żegota a Varsòvia.
- Henryk Iwański - Oficial de la resistència polonesa en el càrrec de suport al Ghetto. Va morir el 1978.
- Jan Karski - missatger de la resistència polonesa que va informar sobre el gueto per als aliats. Va morir l'any 2000.
- Zofia Kossak-Szczucka - va ser un escriptor i un combatent de la resistència de la Segona Guerra Mundial polonès, cofundador de Żegota. Mort a 1968.
- Irena Sendler - Membre de la resistència polonesa que va passar fora del gueto a 2.500 nens jueus i els va ajudar a amagar, tema de la pel·lícula El Cor Valerós de Irena Sendler. Va morir el 2008.
- Szmul Zygielbojm - polític socialista jueu polonès. El 1943 es va suïcidar a Londres en un acte de protesta contra la indiferència aliada cap a la mort en el gueto de Varsòvia.